# Ammiraglio Saint Bon (sommergibile)
L’Ammiraglio Saint Bon è stato un sommergibile della Regia Marina.

## Storia
La consegna alla Marina sarebbe dovuta avvenire il 1º marzo 1941, ma il sommergibile dovette subire dei lavori di adattamento (principalmente il rimpiazzo della torretta con una di minori dimensioni, costruita prendendo a modello quelle degli U-Boote tedeschi), entrando in servizio solo in giugno. Fino ad ottobre fu impegnato nell'addestramento dell'equipaggio.
Per via delle sue grandi dimensioni fu adibito temporaneamente al trasporto di rifornimenti, specie latte di benzina, in attesa del suo previsto impiego in Atlantico, al comando dell'esperto Capitano di Corvetta Livio Piomarta.
Il 10 ottobre 1941 (al comando del capitano di corvetta Gustavo Miniero) lasciò Taranto per la sua prima missione: trasportare a Bardia 153 tonnellate di carburante. Due giorni dopo fu assalito da un velivolo ad un centinaio di miglia da Bardia, ma reagì con le mitragliere danneggiandolo e obbligandolo alla ritirata; dopo aver scaricato i materiali (nella notte del 13) ripartì per Taranto ed il 14 ottobre, durante la navigazione di rientro, fu attaccato con bombe da un secondo aereo circa 75 miglia a nordovest di Creta, uscendone nuovamente indenne e giungendo in porto l'indomani.
Il 16 novembre salpò per la seconda missione, sempre con destinazione Bardia, facendo ritorno il 22, mentre una terza missione, stavolta verso Derna, ebbe inizio il 27 dello stesso mese e terminò il 2 dicembre; una quarta missione, con destinazione Bengasi, terminò il 21 dicembre.
Il 4 gennaio 1942 il sommergibile salpò da Taranto per portarsi a Tripoli, con a bordo 155 tonnellate di combustibile e munizioni; alle 5.42 del giorno seguente, mentre transitava in superficie al largo di Punta Milazzo, fu avvistato dal sommergibile britannico Upholder, che gli lanciò una sventagliata di siluri: una delle armi centrò il Saint Bon, che saltò in aria.
Affondarono con il sommergibile il comandante Miniero, 7 altri ufficiali e 49 fra sottufficiali e marinai, mentre solo tre uomini (il sottotenente di vascello Luigi Como, il sergente silurista Valentino Ceccon e il capo silurista Ernesto Fiore) sopravvissero, venendo recuperati (e fatti prigionieri) dallo stesso Upholder.
In tutto il Saint Bon aveva svolto 5 missioni di trasporto (con il trasporto in totale di 695,5 t di carburanti e lubrificanti e 16,7 di munizioni) e 5 di trasferimento, percorrendo un totale di 6927 miglia in superficie e 354 in immersione.